# Herbert Copeland
Herbert Faulkner Copeland (Chicago, 1902. május 21. – ?, 1968. október) amerikai biológus, aki hozzájárult az élővilág osztályozásához. Az egysejtű szervezeteket két nagy birodalomba csoportosította: a Monera és a Protista birodalomra. 1966-ban a baktériumokat és az egyik legprimitívebb algát, az úgynevezett kékzöld algát a Monera birodalomba vonta össze.

## Fordítás
Ez a szócikk részben vagy egészben  a   Herbert Copeland (biologist) című angol Wikipédia-szócikk ezen változatának fordításán alapul.  Az eredeti cikk szerkesztőit annak laptörténete sorolja fel. Ez a jelzés csupán a megfogalmazás eredetét és a szerzői jogokat jelzi, nem szolgál a cikkben szereplő információk forrásmegjelöléseként.

## Bibliográfia
- "The kingdoms of organisms", Quarterly review of biology v.13, pp. 383–420, 1938.
- The classification of lower organisms, Palo Alto, Calif., Pacific Books, 1956.